# Нганорахаяха (приток Щучьей)
Нганорахаяха (устар. Нганораха-Яха) — река в Приуральском районе Ямало-Ненецкого АО. Устье реки находится на 190-м км по левому берегу реки Щучья. Длина реки составляет 39 км.

## Данные водного реестра
По данным государственного водного реестра России относится к Нижнеобскому бассейновому округу, водохозяйственный участок реки — Обь от города Салехард и до устья, речной подбассейн реки — бассейны притоков Оби ниже впадения Северной Сосьвы. Речной бассейн реки — (Нижняя) Обь от впадения Иртыша.